# Liste von Persönlichkeiten des Fürstentums Monaco
Die folgende Liste enthält die in Monaco geborenen sowie zeitweise lebenden Persönlichkeiten, chronologisch aufgelistet nach dem Geburtsjahr. Die Liste erhebt keinen Anspruch auf Vollständigkeit.

## In Monaco geborene Persönlichkeiten

### Bis 1900
- Catalano Grimaldi (1415–1457), Herr von Monaco
- Louis I. (1642–1701), Fürst von Monaco
- Louise-Hippolyte (1697–1731), Fürstin von Monaco
- Honoré Langlé (1741–1807), Komponist und Professor
- François Joseph Bosio (1768–1845), Bildhauer
- Wilhelm Karl von Urach (1864–1928), Adeliger
- Louis Abbiate (1866–1933), französischer Komponist und Cellist
- Franz Schreker (1878–1934), Komponist
- Albert Levame (1881–1958), Erzbischof und Diplomat
- Alfred Agostinelli (1888–1914), Mechaniker, Chauffeur und Sekretär des Schriftstellers Marcel Proust
- Vincenzo Davico (1889–1969), Komponist
- Antonio Riberi (1897–1967), Diplomat
- Louis Chiron (1899–1979), Rennfahrer

### 1901 bis 1950
- Jean Vuillermoz (1906–1940), Komponist
- Henri Gastaut (1915–1995), Neurologe
- Léo Ferré (1916–1993), Musiker und Anarchist
- Pierre Galet (1921–2019), Experte für Ampelographie
- Rainier III. (1923–2005), Fürst von Monaco
- Armand Gatti (1924–2017), Schriftsteller sowie Theater- und Filmregisseur
- Francis Boisson (1928–2021), Sportschütze und Sportfunktionär
- Monique Aldebert (1931–2018), Jazzsängerin und Songwriterin
- Danièle Thompson (* 1942), Drehbuchautorin und Regisseurin

### Ab 1951
- Caroline von Hannover (* 1957), Tochter von Fürst Rainier von Monaco
- Albert II. (* 1958), Fürst von Monaco
- Richard Hein (* 1958), Autorennfahrer
- Gilles Cresto (* 1959), Bogenschütze
- Yan Maresz (* 1960), Komponist
- Stéphanie von Monaco (* 1965), Tochter von Fürst Rainier von Monaco
- Isabelle Berro-Lefèvre (* 1965), Juristin
- Olivier Beretta (* 1969), Rennfahrer
- Michel Ancel (* 1972), Designer von Computerspielen
- Daniel Elena (* 1972), Rallyefahrer
- Hervé Falciani (* 1972), Informatiker
- Tomas Scheckter (* 1980), Rennfahrer
- Benjamin Balleret (* 1983), Tennisspieler
- Alexandra Coletti (* 1983), Skirennläuferin
- Andrea Casiraghi (* 1984), Enkel von Fürst Rainier von Monaco
- Clivio Piccione (* 1984), Rennfahrer
- Romain Marchessou (* 1985), Gewichtheber
- Torben Joneleit (* 1987), Fußballspieler
- Maryon (* 1987), Sängerin
- Olivier Jenot (* 1988), Skirennläufer
- Stefano Coletti (* 1989), Rennfahrer
- Stéphane Richelmi (* 1990), Rennfahrer
- Arnaud Alessandria (* 1993), Skirennläufer
- Lucas Catarina (* 1996), Tennisspieler
- Olivier Boscagli (* 1997), Fußballspieler
- Charles Leclerc (* 1997), Automobilrennfahrer
- Julian Ocleppo (* 1997), italienischer Tennisspieler
- Davina Geiss (* 2003), deutsche Fernsehdarstellerin
- Shania Geiss (* 2004), deutsche Fernsehdarstellerin

## Berühmte Einwohner Monacos
Eine vollzählige Aufzählung aller monegassischen Herrscher findet sich in der Liste der Herrscher von Monaco.
- Sammy Ofer (1922–2011), Unternehmer, Philanthrop und Kunstliebhaber
- Roger Moore (1927–2017), Schauspieler
- Ernst Fuchs (1930–2015), Maler, Architekt, Grafiker und Musiker
- Ken Bates (* 1931), Fußballfunktionär und Unternehmer
- Guillermo Mordillo (1932–2019), Zeichner
- Lily Safra (1934–2022), Philanthropin
- Valerio Adami (* 1935), Maler
- Shirley Bassey (* 1937), Sängerin
- Patrick Leclercq (* 1938), Regierungschef des Fürstentums Monaco
- Jean-Paul Proust (1940–2010), Regierungschef des Fürstentums Monaco
- Dieter Holzer (1941–2016), Kaufmann und Lobbyist
- Martin Egel (* 1944), Konzert- und Opernsänger
- Peter Kutemann (* 1947), Rennfahrer
- David Nahmad (* 1947), Kunsthändler
- Keke Rosberg (* 1948), Automobilrennfahrer
- Herman Rarebell (* 1949), Schlagzeuger
- Michel Roger (* 1949), Regierungschef des Fürstentums Monaco
- Otto Kern (1950–2017), Designer, Unternehmer
- Thierry Boutsen (* 1957), Automobilrennfahrer
- Gerhard Berger (* 1959), Automobilrennfahrer und Unternehmer
- Juha Kankkunen (* 1959), Rallyefahrer
- Michael Lielacher (* 1959), Börsenguru
- Khadja Nin (* 1959), Musikerin
- Jutta Kleinschmidt (* 1962), Rallyefahrerin
- Bernd Schneider (* 1964), Automobilrennfahrer
- Heinz-Harald Frentzen (* 1967), Automobilrennfahrer
- Stelios Haji-Ioannou (* 1967), Unternehmer
- Christian Baha (* 1968), Unternehmer
- Troy Bayliss (* 1969), Motorradrennfahrer
- Loretta Lux (* 1969), Malerin und Fotografin
- Philipp Peter (* 1969), Automobilrennfahrer
- Pernilla Wiberg (* 1970), Skirennläuferin
- Troy Corser (* 1971), Motorradrennfahrer
- David Coulthard (* 1971), Automobilrennfahrer
- Stefan Everts (* 1972), Motocrossfahrer
- Hicham Arazi (* 1973), Tennisspieler
- Loris Capirossi (* 1973), Motorradrennfahrer
- Gus Hansen (* 1974), Pokerspieler
- Alexander Wurz (* 1974), Automobilrennfahrer
- Markko Märtin (* 1975), Rallyefahrer
- Juan Pablo Montoya (* 1975), Rennfahrer
- Séverine Ferrer (* 1977), Sängerin und Schauspielerin
- Felipe Massa (* 1981), Automobilrennfahrer
- Robert Kubica (* 1984), Automobilrennfahrer
- Robin Söderling (* 1984), Tennisspieler
- Tomáš Berdych (* 1985), Tennisspieler
- Maro Engel (* 1985), Automobilrennfahrer
- Nico Rosberg (* 1985), Automobilrennfahrer
- Dinara Michailowna Safina (* 1986), Tennisspielerin
- Novak Đoković (* 1987), Tennisspieler